# Ōmuta (Fukuoka)
Ōmuta (大牟田市 Ōmuta-shi?) es una ciudad localizada en Fukuoka, Japón. Tiene una población estimada, a inicios de mayo de 2022, de 109 384 habitantes.

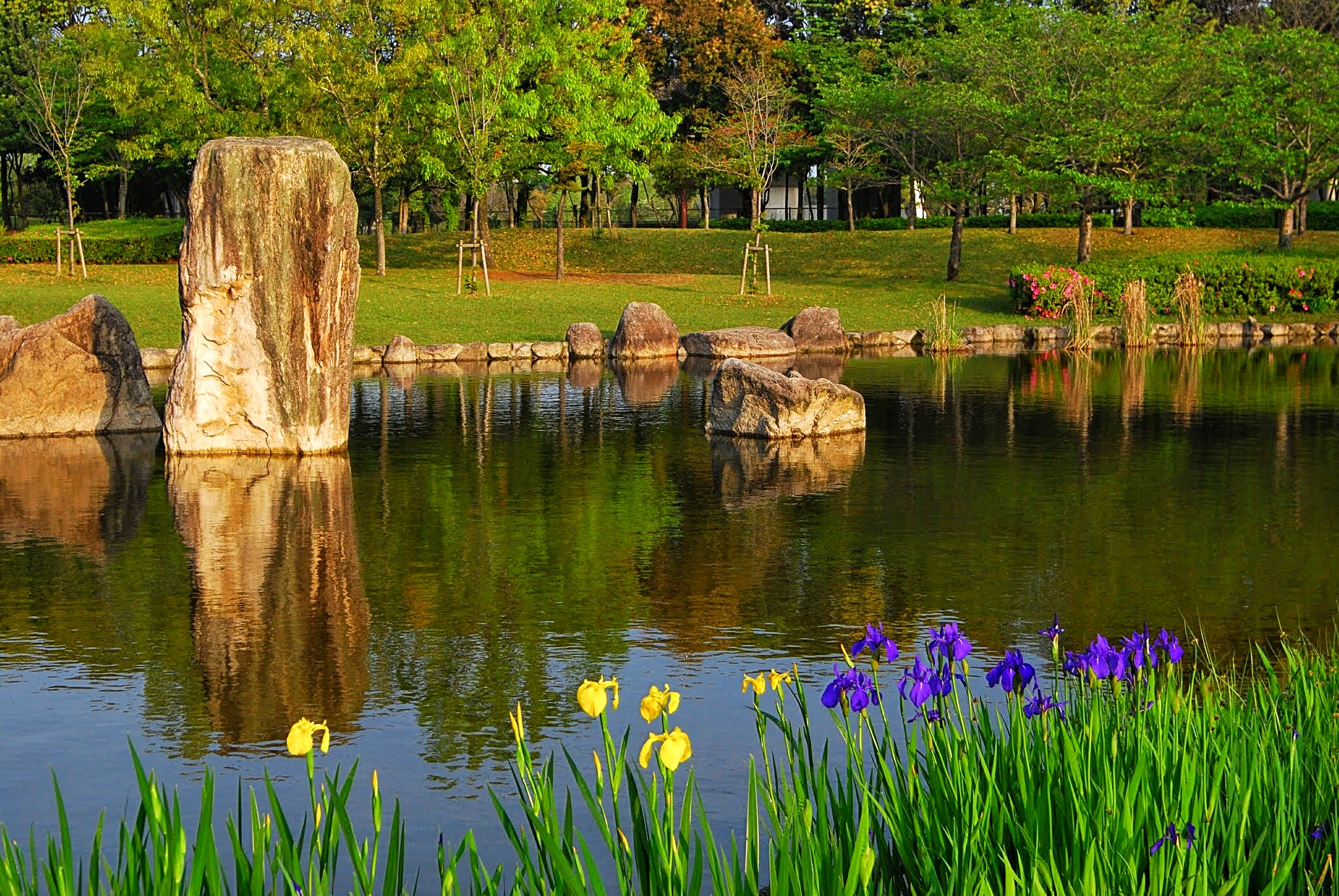
Parque Suwa

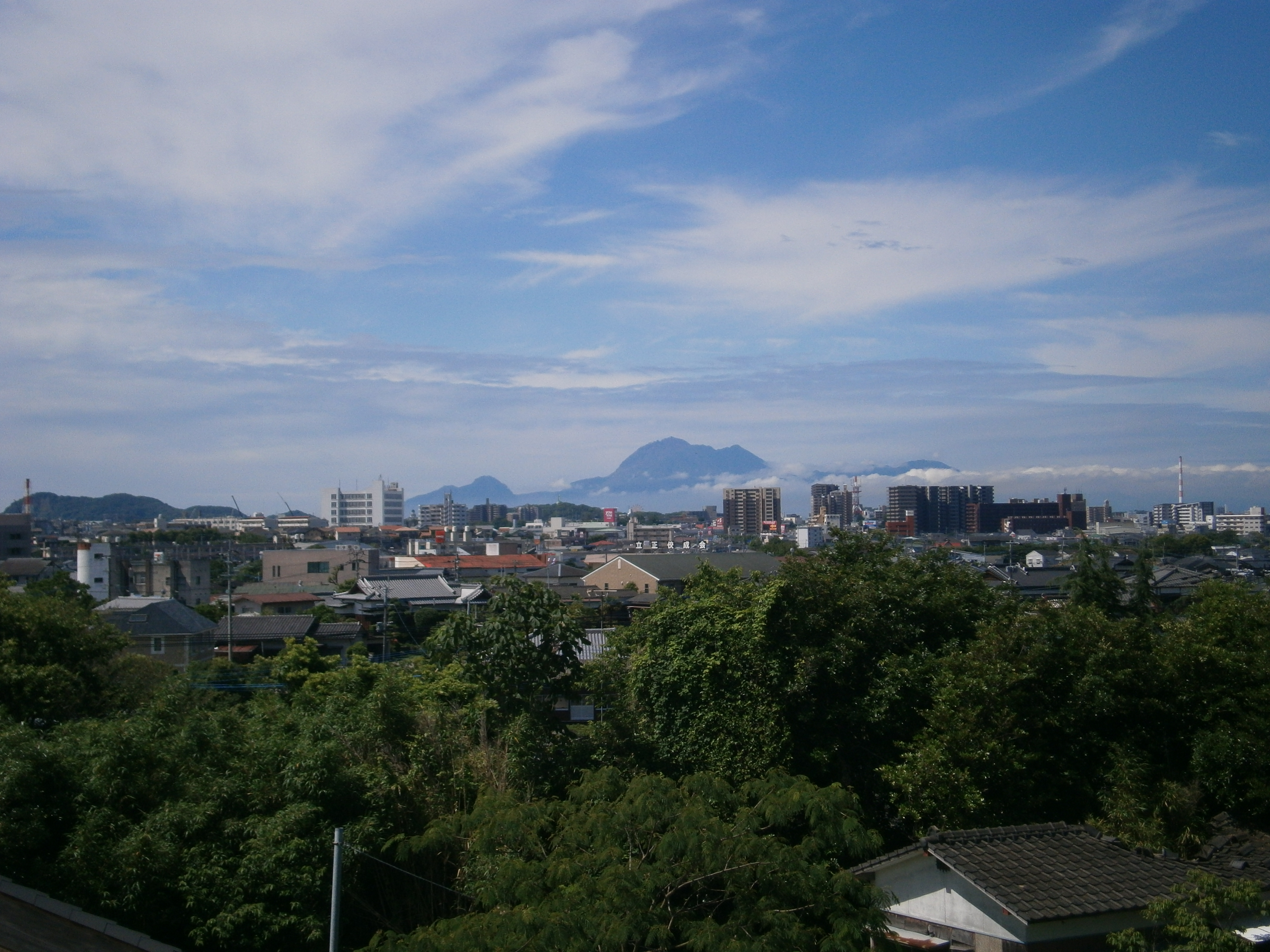
La ciudad de Ōmuta y el monte Unzen

El 1 de marzo de 1917 recibió el estado de ciudad.